# Jilali Fadili
Jilali Fadili (en arabe : جيلالي فضيلي), né le 1er février 1941 à Mohammedia, est un joueur de football international marocain, qui évoluait au poste de Défenseur. Son nom de famille, «Fadili», est dérivé de «Fedala», l'ancien nom de la ville de Mohammedia. 
Il est le frère cadet de Simohamed Fadili et le frère aîné de Hammou Fadili.

## Biographie

### Carrière en club
Avec l'équipe des FAR de Rabat, il remporte, à cinq reprises, le Championnat du Maroc pendant les années 1963, 1964, 1967, 1968 et 1970 et il remporte la coupe du trône une seule fois en 1971.
Il participe cinq fois avec l'équipe des FAR à la Coupe Mohammed V.

### Carrière en sélection
Avec l'équipe du Maroc, il figure notamment dans le groupe des sélectionnés lors de la Coupe du monde de 1970. Lors du mondial organisé au Mexique, il joue deux matchs : contre le Pérou et la Bulgarie.
Il participe également avec l'équipe du Maroc militaire à la coupe du monde militaire.

## Les sélections "A" en équipe nationale
1. 01/11/1965 Algérie - Maroc Alger 0 - 0 Amical
2. 24/11/1966 Algérie - Maroc Alger 2 - 2 Amical
3. 22/02/1967 RFA - Maroc Karlsruhe 5 - 1 Amical
4. 12/09/1967 Algérie - Maroc Tunis 3 - 1 JM 1967
5. 17/03/1968 Maroc - Algérie Casablanca 0 - 0 Amical
6. 03/11/1968 Maroc – Sénégal Casablanca 1 - 0 Elim. CM 1970
7. 08/11/1969 Nigeria - Maroc Ibadan 2 - 0 Elim. CM 1970
8. 28/12/1969 Maroc - Bulgarie Maroc 3 - 0 Amical
9. 06/06/1970 Pérou - Maroc Leon 3 - 0 CM 1970
10. 11/06/1970 Bulgarie - Maroc Leon 1 - 1 CM 1970

## Les matchs "B" et olympiques
1. 07/09/1967 Italie v Maroc 0 - 1 J.M 1967  (Carton Rouge)
2. 05/11/1967 Casablanca Maroc v Tunisie 1 - 1 Elim. JO 1968
3. 26/11/1967  Tunis Tunisie v Maroc 0 - 0 Elim. JO 1968
4. 09/06/1968 Casablanca Maroc v Ghana 1 - 1 Elim. JO 1968